# ليلة كازانوفا الكبيرة (فلم 1954)
ليلة كازانوفا الكبيرة (بالإنجليزية: Casanova's Big Night) هو فيلم فكاهي من إخراج نورمان مكليود وتمثيل بوب هوب وجوان فونتين.
يحكي الفيلم قصة الخياط الذي ينتحل شخصية جياكومو كاسانوفا، العاشق كبير. وهو محاكاة ساخرة للفرسان الثلاثة (المتعنترون) الذين تم تجسيدهم في مجموعة من أفلام المغامرة التاريخية. وقد ضم الفيلم أيضا كلاً من أودري دالتون، وفنسنت برايس (الذي ظهر على انه كاسانوفا الحقيقي).

## القصة
```
بيبو
 ينتحل شخصية 
كاسانوفا
 لجذب الفتيات، ولا سيما الأرملة بروني. وقد غادر كازانوفا المدينة، بسبب الدائنون الذين أقنعوا بيبو بانتحال شخصية كازانوفا بناء على طلب من عائلة جينوان التي ستدفع ل «كازانوفا» لاختبار مدى إخلاص خطيبة ابنهم. بعد ذلك يسافر كلاً من بيبو، والأرملة بروني وخادم كازانوفا لوسيو إلى 
البندقية
. وكان القاضي الأول للبندقية، يعتزم استخدام الإغراءات كذريعة لشن حرب ضد 
جنوة
. بعد العديد من المغامرات وروح الدعابة، واستغلال صفات بيبو من الغرور والغطرسة والجبن، اجبرته البطلة ان يعجب بها وبعزتها لدرجة أنه رفض التعاون في مؤامرة لتدمير شخصيتها. وقد ألقي القبض عليه من قبل القاضي الأول للبندقية وحكم عليه بالإعدام بالمقصلة.
```

## روابط خارجية
- مقالات تستعمل روابط فنية بلا صلة مع ويكي بيانات